# Scirites
Scirites es un género de arañas araneomorfas de la familia Linyphiidae. Se encuentra en Estados Unidos y Canadá.

## Lista de especies
Según The World Spider Catalog 12.0:
- Scirites finitimus Dupérré & Paquin, 2007
- Scirites pectinatus (Emerton, 1911)